# Porto do Adimoiro
O Porto do Adimoiro é uma instalação portuária portuguesa, localizada no lugar do Adimoiro, freguesia de São João, no concelho das Lajes do Pico, ilha do Pico, arquipélago dos Açores.
Esta instalação portuária é principalmente usada para fins Pesca|piscatórios e de recreio.